# Kaplica grobowa Łubieńskich w Wiskitkach
Kaplica grobowa hrabiów Łubieńskich i Sobańskich pw. św. Feliksa de Valois i św. Maksymiliana Kolbe, znajduje się na cmentarzu katolickim w Wiskitkach przy ul. Guzowskiej 31. 
Kaplica została zbudowana około 1848 r. w stylu neoromańskim, ufundowana przez hrabinę Różę z Łubieńskich Sobańską, a autorem projektu był przypuszczalnie architekt Adam Idźkowski. W agrafie łuku portalu do kaplicy znajduje się  herb rodu Łubieńskich. Powyżej w ścianie szczytowej zbudowana jest wieżyczka z dzwonem. We wnętrzu znajduje się ołtarz, ozdobiony płaskorzeźbą, przedstawiającą św. Feliksa de Valois. To mauzoleum jest miejscem pochówku kilkudziesięciu osób z rodów Łubieńskich i Sobańskich. Kaplica, zniszczona i sprofanowana po ostatniej wojnie, została odremontowana w latach 1975-76 i konsekrowana 5 grudnia 1976 r. przez prymasa kardynała Stefana Wyszyńskiego. W latach 1990. na skutek włamania i rabunku kaplicy, zostały sprofanowane niektóre groby i rozbite tablice nagrobne. Z inicjatywy hr. Michała Sobańskiego, kaplica została ponownie kompleksowo odremontowana w latach 2009-2016.
Spoczywa w niej m.in. Delfina Krasicka i Ignacy Krasicki.

Herb hrabiowski Łubieńskich